# Ministerul Afacerilor Interne (Republika Srpska)
Ministerul Afacerilor Interne Republicii Srpska (în sârbă: Министарство унутрашњих послова Републике Српске, Ministarstvo unutrašnjih poslova Republike Srpske; abreviație: МУП РС, MUP RS) este unul din ministerilor ai Guvernului Republicii Srpska care în domeniul serviciului are afacerile interne. Ministrul actual este Dragan Lukač. Organul executiv al ministerului este Poliția Republicii Srpska. Sediul ministerului este în Centrul administrativ al Guvernului în Centrul orașului și Administrația Ministerului este locuită în Starčevica, Banja Luka.

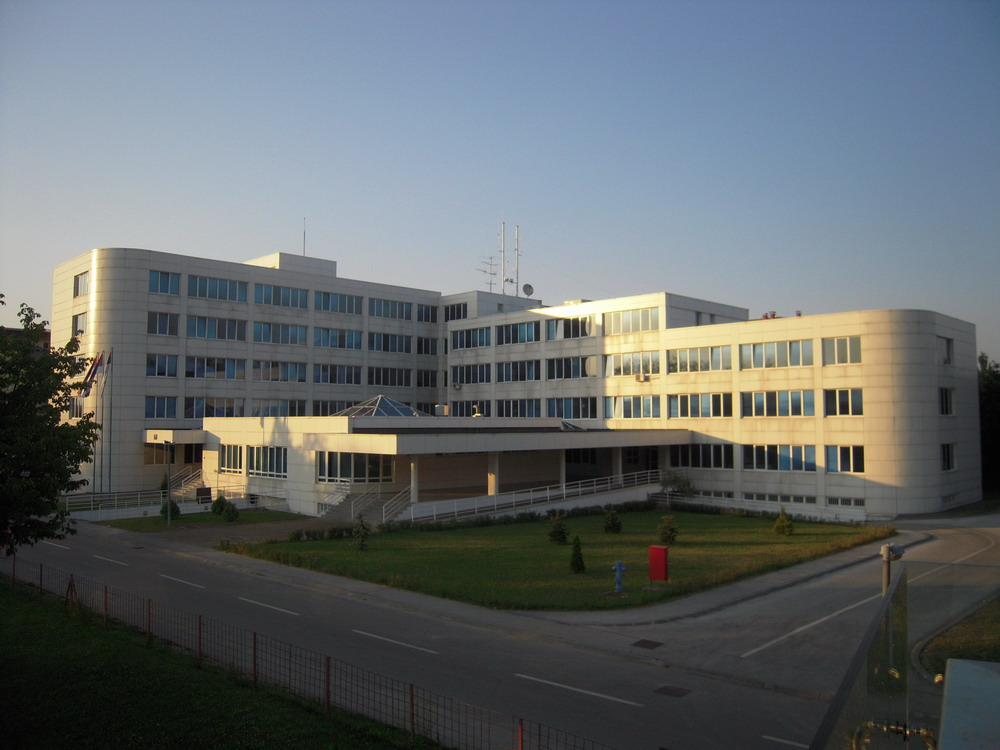
Sediul al Ministerului şi Poliţiei Republicii Srpska

Ministerul efectuează munci administrării de stat relate cu protecție Constituției și ordinea constituțională, securitatea Republicii Srpska și protecția personală a cetățenilor. De asemenea MAI cooperează cu organe alte Republicii Srpska, Federației Bosniei și Herțegovinei, Districtului Brčko, Bosniei și Herțegovinei în general și alte organizații internaționale care efectua impunere legelor. Structura etnică a Ministerului trebuie să fie la fel de în recensământul popular următor și angajatul în MAI este obligat să respecte drepturile și libertățile omului indiferent de rasă, sex, limbă, etnie, religie, originea socială, năștere, educație, convingerea politică și alte.

## Ministru
Ministrul are obligația să conducă Ministerul Afacerilor Interne și organizează ministerul. Toate obligațiile ministrului sunt definite în Legea despre Guvernul Republicii Srpska, Legea despre administrarea Republicii, Legea despre poliția și afacerile interne și alte. Părți organizației legate cu ministru sunt Cabinetul Ministrului și Serviciul Ministrului. Ministru este electat de Adunarea Națională și numai Zoran Đerić a fost alungat de Reprezentativul Înalt în Bosnia și Herțegovina.

### Cabinetul și Serviciul
Cabinetul Ministrului (Кабинет министра, Kabinet ministra) conducă șeful cabinetului și este electat în perioada mandatului de ministru. Este direct responsabil pentru serviciul său ministrului. Șeful cabinetului organizează și participă în programuri și raporturi serviciului despre minister, organizează în pregătiri pentru ședințe Guvernului, Adunarei naționale, supraveghează realizație muncilor și activităților în domeniul afacerilor interne, documentele despre intrebări și probleme în domeniul afacerilor interne, informează ministrul despre probleme, supreveghează informare publicului despre MAI, coordinează munci cooperației internaționale, supraveghează situație de securitate în Republica ș.a.m.d.
Serviciul Ministrului (Служба министра, Služba ministra) conducă șeful serviciului și obligații servicului sunt: să organizeze și participă în programuri serviciului ai ministerului și să organizeze documente pentru ședințe Guvernului și Adunarei naționale, să supravegheze realizație muncilor și activităților în domeniul afacerilor interne, documente despre intrebări și probleme în domeniul afacerilor interne, să informeze ministrul despre probleme și intrebari, să coordineze munci cooperației internaționale, să facă câteve munci protocolare și să aibă grijă de documente ai MAI. Serviciul are cinci părți organizaționale: Detașamentul pentru relațiile cu publicul (Odjeljene za odnose s javnošću), Detașamentul pentru planarea strategică (Odjeljenje za strateško planiranje), Detașamentul pentru analitică (Odjeljenje za analitiku), Unitatea pentru revizia internă (Jedinica za internu reviziju) și Unitatea pentru cooperarea internațională și integrațiile europeane (Jedinica za međunarodnu saradnju i evropske integracije).

### Lista miniștrilor
| Nr. | Nume ministrului  | Perioadă                              | Prim-ministru                      | Ref.                 |
| --- | ----------------- | ------------------------------------- | ---------------------------------- | -------------------- |
| 1   | Mićo Stanišić     | 22 aprilie 1992 – 20 ianuarie 1993    | Branko Đerić                       | [ 7 ]                |
| 2   | Ratko Adžić       | 20 ianuarie 1993 – 18 august 1994     | Vladimir Lukić                     | [ 8 ]                |
| 3   | Živko Rakić       | 18 august 1994 – 17 decembrie 1995    | Dušan Kozić                        | [ 9 ]                |
| 4   | Dragan Kijac      | 17 decembrie 1995 – 18 ianuarie 1998  | Rajko Kasagić Gojko Kličković      | [ 10 ] [ 11 ] [ 12 ] |
| 5   | Milovan Stanković | 18 ianuarie 1998 – 12 ianuarie 2001   | Milorad Dodik                      | [ 13 ]               |
| 6   | Perica Bundalo    | 12 ianuarie 2001 – ?                  | Mladen Ivanić                      | [ 14 ]               |
| 7   | Dragomir Jovičić  | ? – 17 ianuarie 2003                  | necunoscut                         | —                    |
| 8   | Zoran Đerić       | 17 ianuarie 2003 – 30 iunie 2004      | Dragan Mikerević                   | [ 15 ]               |
| 9   | Darko Matijašević | 15 februarie 2005 – 28 februarie 2006 | Pero Bukejlović                    | [ 16 ]               |
| 10  | Stanislav Čađo    | 28 februarie 2006 – 12 marție 2013    | Milorad Dodik Aleksandar Džombić   | [ 17 ] [ 18 ] [ 19 ] |
| 11  | Radislav Jovičić  | 12 marție 2013 – 18 decembrie 2014    | Željka Cvijanović                  | [ 20 ]               |
| 12  | Dragan Lukač      | 18 decembrie 2014 – acum              | Željka Cvijanović Radovan Višković | [ 21 ] [ 22 ]        |

## Afacerile
Afacerile ministerului sunt împărțiti la afacerile polițiste și afacerile interne alte.
După Legea despre poliția și afacerile interne munci polițiști sunt:
- afaceri operativ-profesionali protectând viață, securitatea personală, drepturile și libertățile omului, ordinea constituției și securitatea Republicii Srpska,
- protecție tuturor formelor proprietății,
- împiedicare efectuării, descoperire infracțiunelor și găsiri și arestuiri executorilor ai infracțiunelor,
- protecție ordinei și păci publice
- asigurare evenimentelor publice, manifestațiilor, evenimentelor culture și sportive și altelor întrunirelor permise și
- securitate și controla traficului pe străzi, dare ajutorului când securitatea cetățenilor sau proprietății este invadată și alte.

Afacerile interne alte sunt:
- afacerile administrativ-legale,
- afacerile analitic-informatice și afacerile comunicației,
- afacerile material-financiare și afacerile de proprietate,
- educație și instruire profesională,
- controla armamentului și muniției,
- număr personal de identificare,
- documente de călătorie
- carte de identitate
- permise de conducere și registrări vehiculelor.[23]

## Organizație
Organizația Ministerului Afacerilor Interne conține Ministrul cu Cabinetul și Serviciul ministrului ca partea organizațională cea mai înaltă și Serviciul pentru protecție integrității și legalității în muncă, Directorul al Poliției, Administrația pentru tecnologii informativ-comunicative, Administrația pentru afacerile de cadru și legale, Administrația pentru afacerile material-financiare și afacerile de proprietate, Administrația pentru antrenarea polițistă și Centrul pentru antrenare.